# Culatello di Zibello

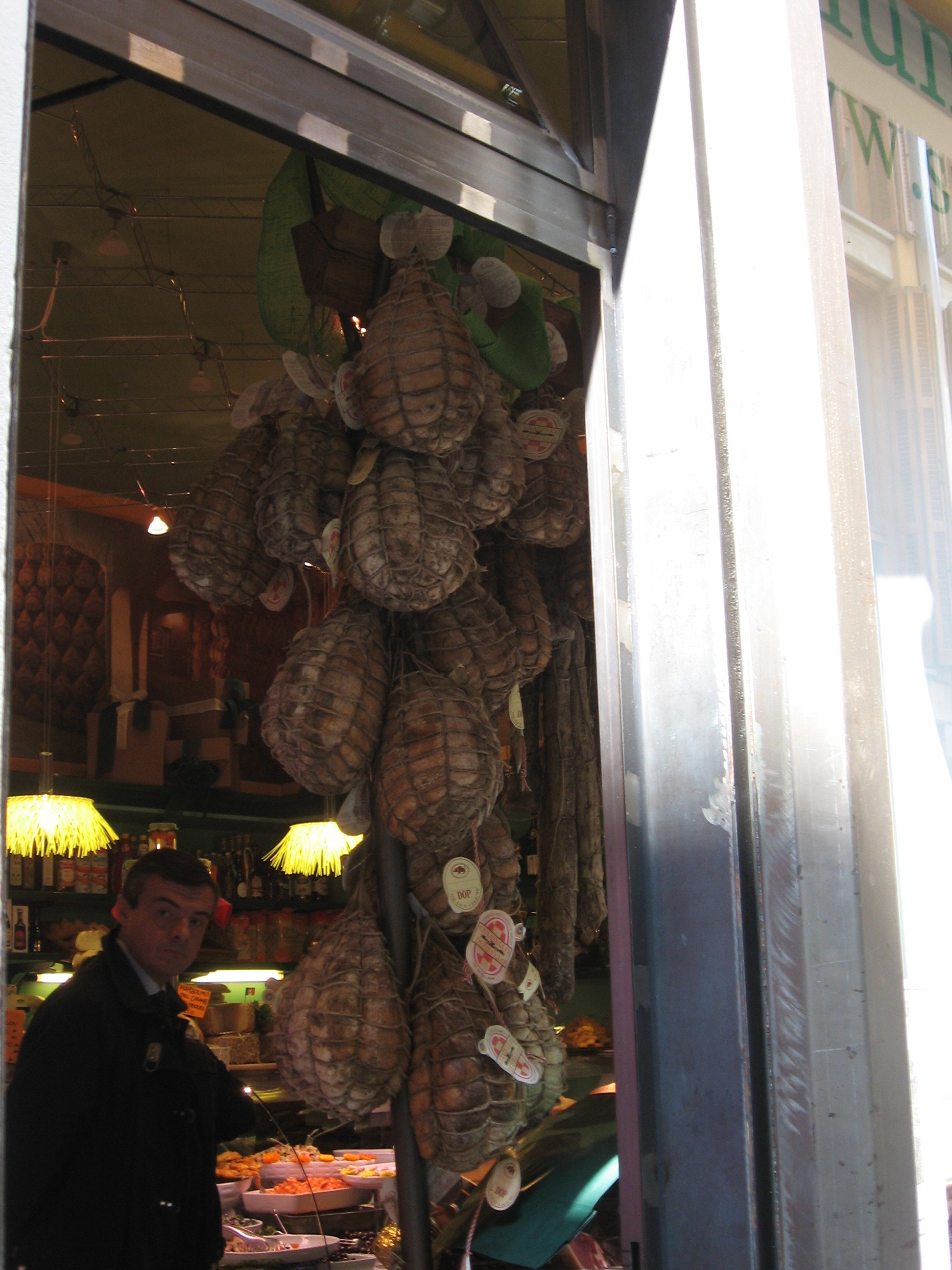
Culatelli.

El culatello di Zibello es un salume (fiambre italiano) con Denominación de Origen Protegida típico de varios municipios del norte de la provincia de Parma, siendo su centro de producción la localidad de Zibello, que le da su nombre..
El culatello, citado con certeza por primera vez en un documento de 1735, se produce a partir de la pierna de cerdo.

## Elaboración
El Consorcio ha establecido que la elaboración debe tener lugar exclusivamente entre octubre y febrero, cuando la Bassa está envuelta por la niebla y el frío. Es en esta época cuando la parte de carne obtenida del muslo de los cerdos adultos, criados con métodos tradicionales, es desollada, desgrasada, deshuesada y separada de la pluma y se corta a mano, de modo que obtenga la característica forma «de pera».
A estas operaciones siguen, tras unos diez días, la salazón y la llamada investidura, que es el embolsado del salume en la vejiga del cerdo y la ligadura con el bramante que, tras el curado, debe quedar flojo e irregular. El envejecimiento en bodega acompaña al culatello de las nieblas invernales al calor estival, para llegar a nuestras mesas el invierno siguiente en la cima de su cualidad y sabor.
El plazo de curación es de un mínimo de 10 meses para los cortes más bajos (menos de 3 kg) hasta un promedio de 14 meses para las demás piezas. La producción anual es de alrededor de 13 000 piezas de culatello di Zibello.

## Denominación de origen
Desde 1996, el Culatello di Zibello es una denominación de origen protegida (PDO) ante la Unión Europea. A nivel internacional, cuenta con registro como denominación de origen, conforme al Sistema de Lisboa, ante la Organización Mundial de la Propiedad Intelectual, desde el 23 de octubre de 2014.